# Spargelbündel

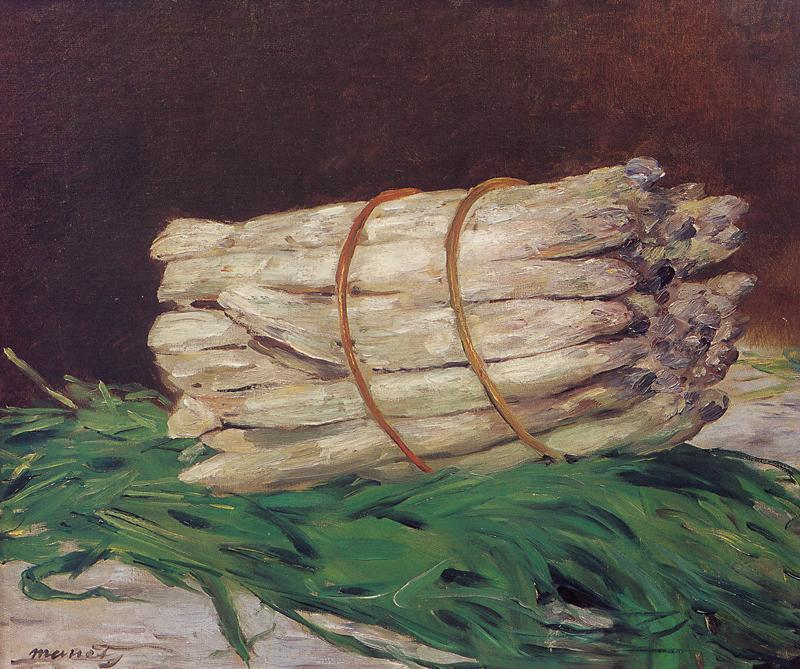
Spargelbündel
Édouard Manet, 1880
46 × 55 cm
Öl auf Leinwand
Wallraf-Richartz-Museum & Fondation Corboud, Köln

Das Spargelbündel, auch Ein Bund Spargel, Spargelbund, Spargel oder Spargel-Still-Leben (französisch Une botte d’asperges oder Asperges), ist ein 1880 in Öl auf Leinwand gemaltes Stillleben von Édouard Manet. Es hat eine Höhe von 46 cm und eine Breite von 55 cm. Dargestellt ist ein Bund Spargel auf grünem Blattwerk und weißer Unterlage vor dunklem Hintergrund. Das motivisch an niederländische Malerei des Barock erinnernde Bild gehört mit seiner impressionistischen Malweise zum Spätwerk Manets. Die Rezeptionsgeschichte ist für ein Stillleben ungewöhnlich umfangreich und vielfältig. Manets Spargelbündel diente dem Maler Carl Schuch als Vorbild für eigene Werke, es floss in das literarische Werk des Romanciers Marcel Proust ein, und der Konzeptkünstler Hans Haacke nutzte die Provenienz des Gemäldes, um den Weg eines impressionistischen Bildes aus Frankreich durch verschiedene jüdische Sammlungen aufzuzeigen, bevor es 1968 mit Spenden deutscher Unternehmen für die Sammlung des Wallraf-Richartz-Museums in Köln erworben wurde.

## Bildbeschreibung
Manets Spargelbündel zeigt ein Motiv in Anlehnung an die traditionelle Stilllebenmalerei. Im Bildzentrum liegt ein Bündel weißer Spargelstangen im hellen Licht. Der Blick geht von der Seite auf das Spargelbündel, dessen violette Spitzen zum rechten Bildrand ausgerichtet sind. Es wird durch zwei dünne Weidenruten zusammengehalten, die zum Transport des Gemüses dienten. Der Spargelbund liegt auf einer Unterlage aus grünen Blättern, die von der linken Seite bis zur rechten unteren Bildecke reichen. Manets Biograf Théodore Duret spricht dabei von einem „lit d’herbes vertes“ (Bett aus grünen Blättern). Für den Kunsthistoriker Mikael Wivel präsentiert Manet den Spargel so, wie ein Gemüsehändler seine Ware zeigt. Unten links und mittig am rechten Bildrand ist ein bläulich-weißer Untergrund zu sehen, bei dem es sich um eine Tischdecke oder eine helle Marmorplatte handeln könnte. Auf diesem hellen Untergrund findet sich unten links die Signatur „Manet“. Die obere Bildhälfte nimmt ein schwarz-brauner Hintergrund ein, bei dem „die Farben samtig ineinander verwoben“ sind, wie der Autor Gotthard Jedlicka feststellt.
In dieser Komposition fällt den grünen Blättern und den violetten Spargelspitzen die schwierige Aufgabe zu, die Spargelstangen kontrastreich vom Untergrund zu trennen, die beide in ähnlicher Farbgebung ausgeführt sind. Gotthard Jedlicka sieht in den dunklen Weidenruten eine Verbindung zu den Farben des Hintergrundes. Für ihn ergibt sich darüber hinaus ein erster Eindruck, bei dem die Spargelstangen gelb und die Spitzen violett erscheinen. Bei genauerem Blick seien sie hingegen „mit einem unbeschreiblichen Reichtum von Farbtönen gemalt“. Bei den Spargelstangen sieht Jedlicka im Gelb weitere Farbnuancen wie blaue, weiße, rosige und violette Töne und bei den Spitzen erkennt er Rot, Blau, Grün, Gelb und weitere Farben, wobei jede Spitze individuell gemalt sei. Für Jedlicka reicht Manets Pinselstrich vom „breiten und pastosen Auftrag bis zur feinsten Zeichnung in Strichen und Tupfen“. Der Museumsdirektor Gert von der Osten hebt hervor, Manets Stillleben sei mit „genialer Treffsicherheit ganz offen impressionistisch gemalt“.
Manets Malweise bei diesem Bild wurde 2008 anlässlich der Ausstellung Impressionismus: Wie das Licht auf die Leinwand kam von Mitarbeitern des Kölner Wallraf-Richartz-Museum & Fondation Corboud eingehend untersucht. Bei der Betrachtung des Werkes im Durchlicht, bei der das Gemälde von hinten beleuchtet wird, konnte nachgewiesen werden, dass Manet die braune Farbe des Hintergrundes „altmeisterlich“ dünn auf die grau grundierte Leinwand aufgetragen hat. Er arbeitete dabei mit einem Flachpinsel und hat den Bereich der Spargelstangen ausgespart. Bei der Betrachtung des Gemäldes mit Hilfe eines Mikroskops wurde zudem die Malweise im Bereich des Spargels analysiert. Hier arbeitete Manet mit schmalem Pinsel und setzte die Striche nebeneinander und durchkreuzte sie. Im Gegensatz zur traditionellen Malerei vermischte er demnach die Farben nicht sorgfältig auf der Palette, sondern erst direkt auf der Leinwand. Der Eindruck der flüchtigen Malweise wird hierbei durch den teils pastosen Auftrag der Farbe noch verstärkt. Die „nass in nass vermalten Farben“ sind ein Zeichen dafür, dass Manet das Gemälde vermutlich innerhalb „einer einzigen Arbeitssitzung geschaffen“ hat.

## Manets zweites Spargelbild

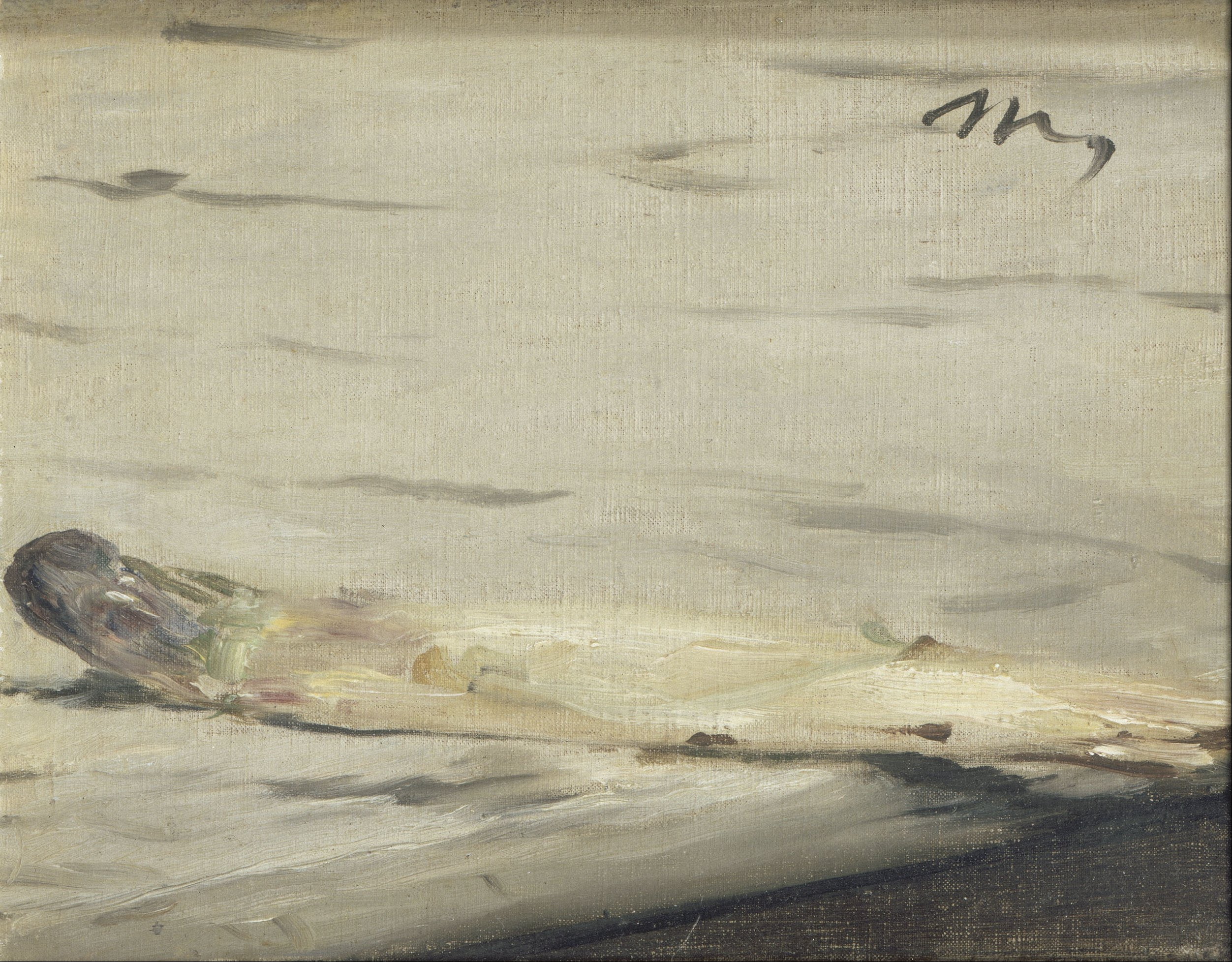
Édouard Manet: Der Spargel, 1880

Manets Spargelbündel ist eng verbunden mit einem weiteren Gemälde des Künstlers, dem Bild Der Spargel im Pariser Musée d’Orsay, auf dem eine einzelne Spargelstange zu sehen ist. Zur Entstehung der beiden Bilder ist eine anekdotische Geschichte überliefert. Hiernach sah der Kunstsammler Charles Ephrussi das Gemälde Spargelbündel 1880 in Manets Atelier und verabredete mit dem Maler den Kauf des Bildes für 800 Franc, sandte ihm großzügigerweise jedoch 1000 Franc. Manet malte daraufhin das kleinformatige Bild Der Spargel und schickte es an Ephrussi. Dem Bild fügte er die Notiz bei „Il en manquait une à votre botte“ („Es fehlt noch eine in Ihrem Bündel“).
Die beiden Bilder unterscheiden sich nicht nur in Motiv und Größe, sondern zudem in der Farbgebung und Ausführung. Während das Spargelbündel im altmeisterlichen Hell-Dunkel erscheint, wählte Manet bei der einzelnen Spargelstange eine für den Impressionismus typische helle Farbpalette. Ephrussi war der Letzte, der beide Spargelbilder Manets besaß. Bereits zu Lebzeiten gab er das Spargelbündel in den Kunsthandel, die Spargelstange erwarb nach seinem Tod 1905 die Kunsthandlung Bernheim-Jeune. Danach wurden die beiden Bilder nur selten gemeinsam ausgestellt. Hierzu gehören die Manetausstellungen 1989 in Charlottenlund und 2003/2004 in Madrid. Zuletzt waren beide Bilder in Ausstellungen 2017–2018 in Washington, D.C. und 2019 in Chicago vereint.

## Vorbilder
Ein direktes Vorbild für Manets Spargelbündel ist nicht bekannt. Verschiedene Autoren sehen jedoch eine motivische Verwandtschaft zur niederländischen Stilllebenmalerei des Barock. So gibt es beispielsweise zusammengebundene Spargel in den aufwendigen Stilllebenkompositionen von Cornelis de Vos, Frans Snyders oder Jan van Kessel dem Älteren. Die größte Übereinstimmung des Motives – ein einzelnes Spargelbund auf einem Tisch vor dunklem Hintergrund – findet sich auf mehreren Bildern des niederländischen Malers Adriaen Coorte. Manet kannte zwar durch gelegentliche Reisen in die Heimat seiner Frau Suzanne einige Museen der Niederlande, aber Bilder von Coorte hatte er vermutlich nie gesehen. Sicher kannte er hingegen die Stillleben seiner Zeitgenossen Philippe Rousseau und François Bonvin, die wiederholt Spargelbündel in ihren Gemälden zeigten. Zudem war ihm das Motiv eines Spargelbündels aus der direkten Umgebung vertraut. Die Familie Manet hatte Landbesitz in Gennevilliers, das wie das benachbarte Argenteuil eine bekannte Spargelanbaugegend war. Spargel gehörte daher wahrscheinlich zu den im Hause Manet servierten Speisen und das Gemälde Spargelbündel entstand vermutlich während der Spargelsaison im April oder Mai 1880.

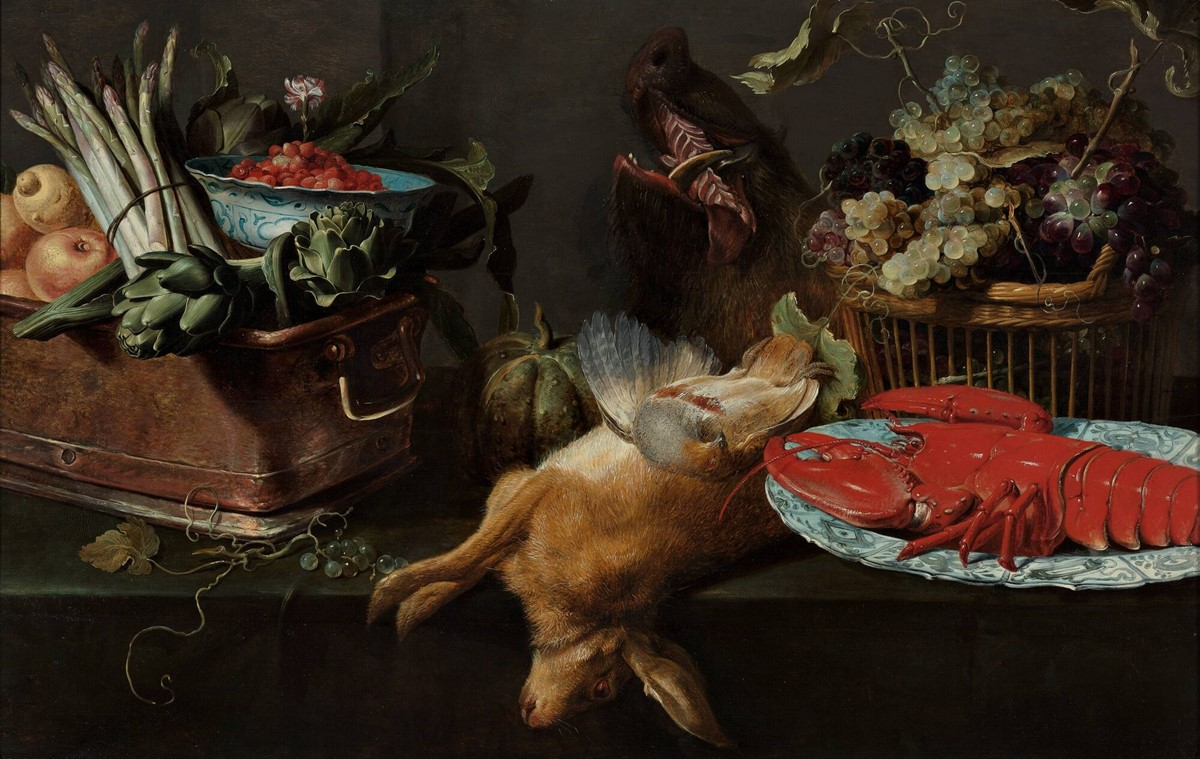
Frans Snyders: Küchenstillleben, um 1615
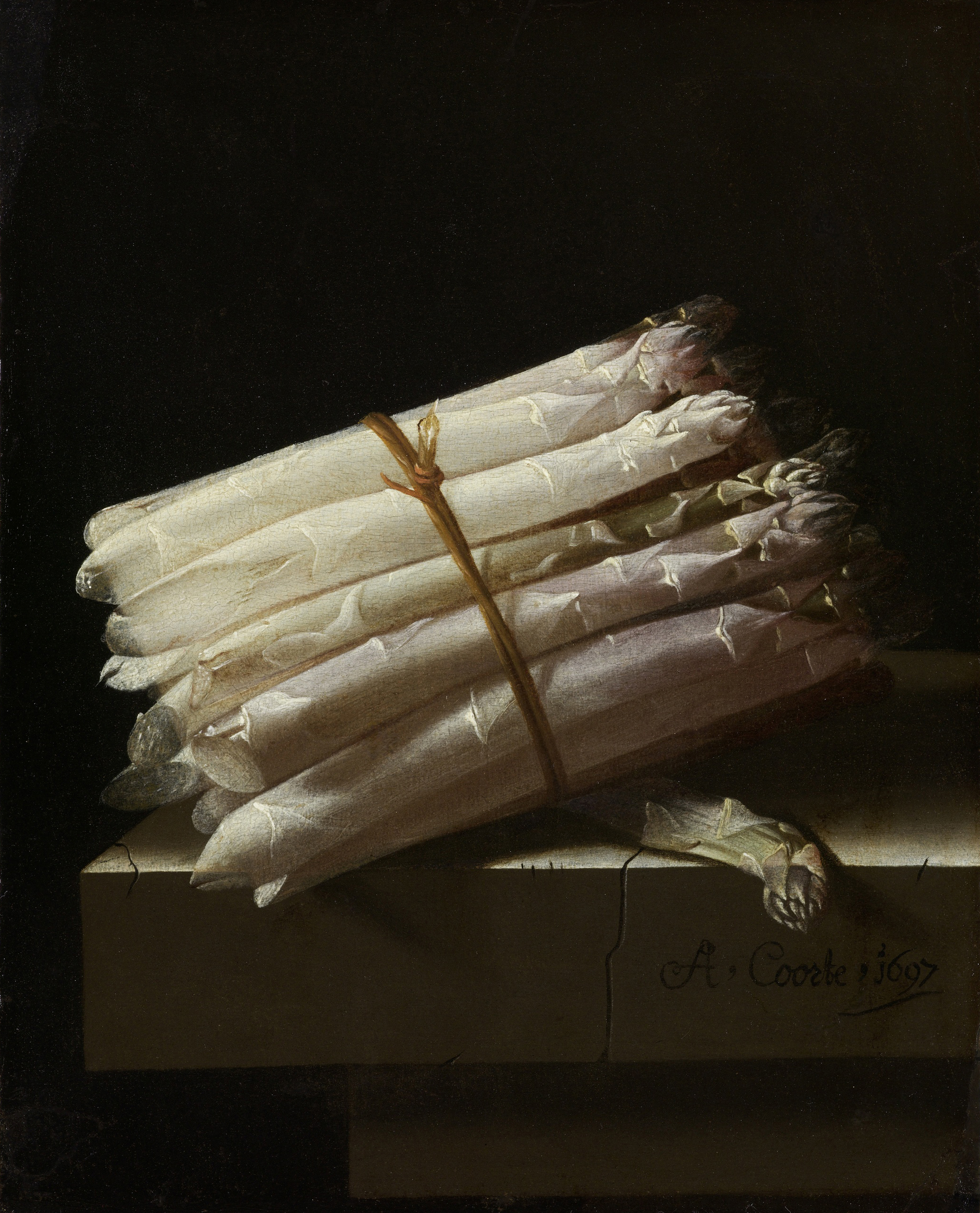
Adriaen Coorte: Spargelbündel, 1697
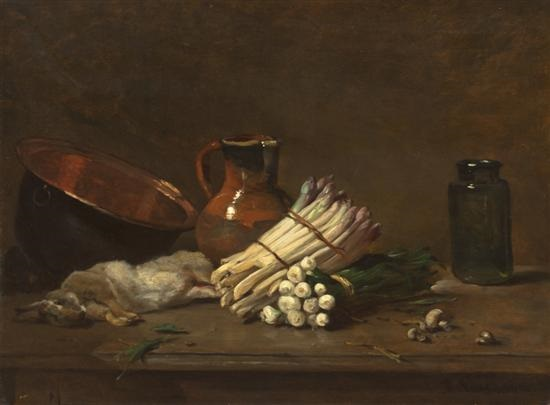
Philippe Rousseau: Stillleben mit Spargelbund, 19. Jahrhundert
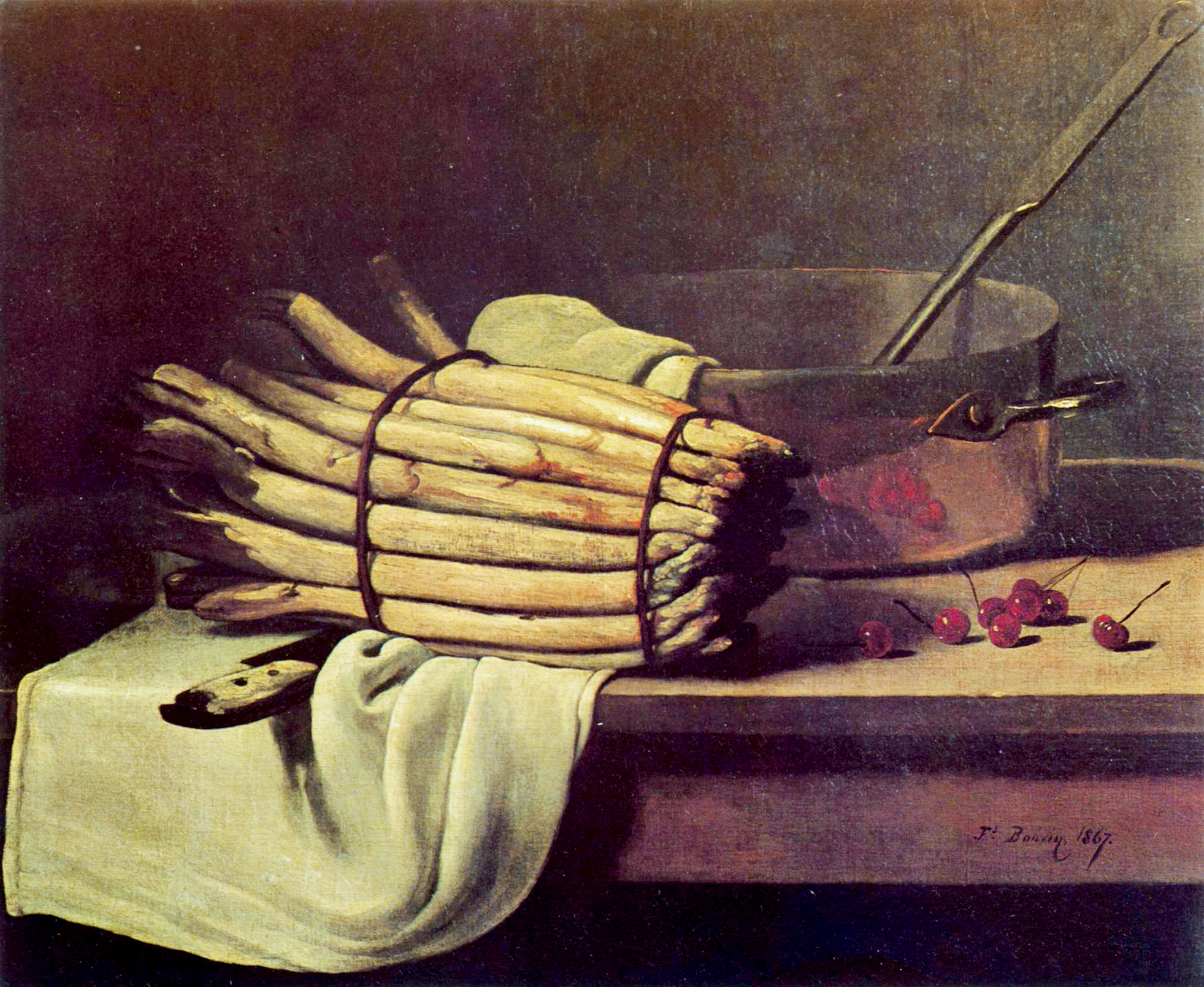
François Bonvin: Stillleben mit Spargel, 1867

## Manets Stillleben
Im Gesamtwerk Manets finden sich Stillleben in unterschiedlichen Werkphasen. Seine frühen Stillleben aus den 1860er Jahren zeigen eine deutliche Verwandtschaft zu Bildern der Barockmalerei. Hierzu gehören die 1866 entstandenen Gemälde Der Lachs (Shelburne Museum, Shelburne) und Stillleben mit Melone und Pfirsichen (National Gallery of Art, Washington, D.C.), die komplexe Arrangements aus verschiedenen Gegenständen aufweisen. Der Kunsthistoriker Emil Waldmann verglich Manets Stillleben mit den Werken älterer Künstler und merkte hierzu an: „In seiner Stillebenkunst, der schönsten Stillebenkunst, die es überhaupt gibt, trotz den Holländern, trotz Chardin und Courbet, feiert dieses unvergleichliche Malenkönnen […] Feste von unerhörtester, seltsamster Art.“
Im Gegensatz zu Manets frühen Stillleben stehen seine Darstellungen von Obst oder Gemüse in den letzten Lebensjahren. Zwischen 1880 und 1883 malte Manet wiederholt Bilder, in denen wenige gleiche Objekte oder Einzelstücke zum Sujet wurden. So entstanden Stillleben wie Die Zitrone (Musée d’Orsay, Paris) oder Apfel auf einem Teller (Privatsammlung). Für Mikael Wivel sind Manets späte Stillleben wie das Spargelbündel und Der Spargel keine „natures mortes“ (Stillleben, wörtlich tote Natur) im traditionellen Sinn, sondern individuelle Porträts eines Objektes. Manets Stillleben werden daher von Kunsthistorikern auch weniger als Vergänglichkeit symbolisierende Vanitas-Bilder gelesen, beim Spargelbündel fehlt eine solche Zuordnung gänzlich.

Édouard Manet: Der Lachs, 1866
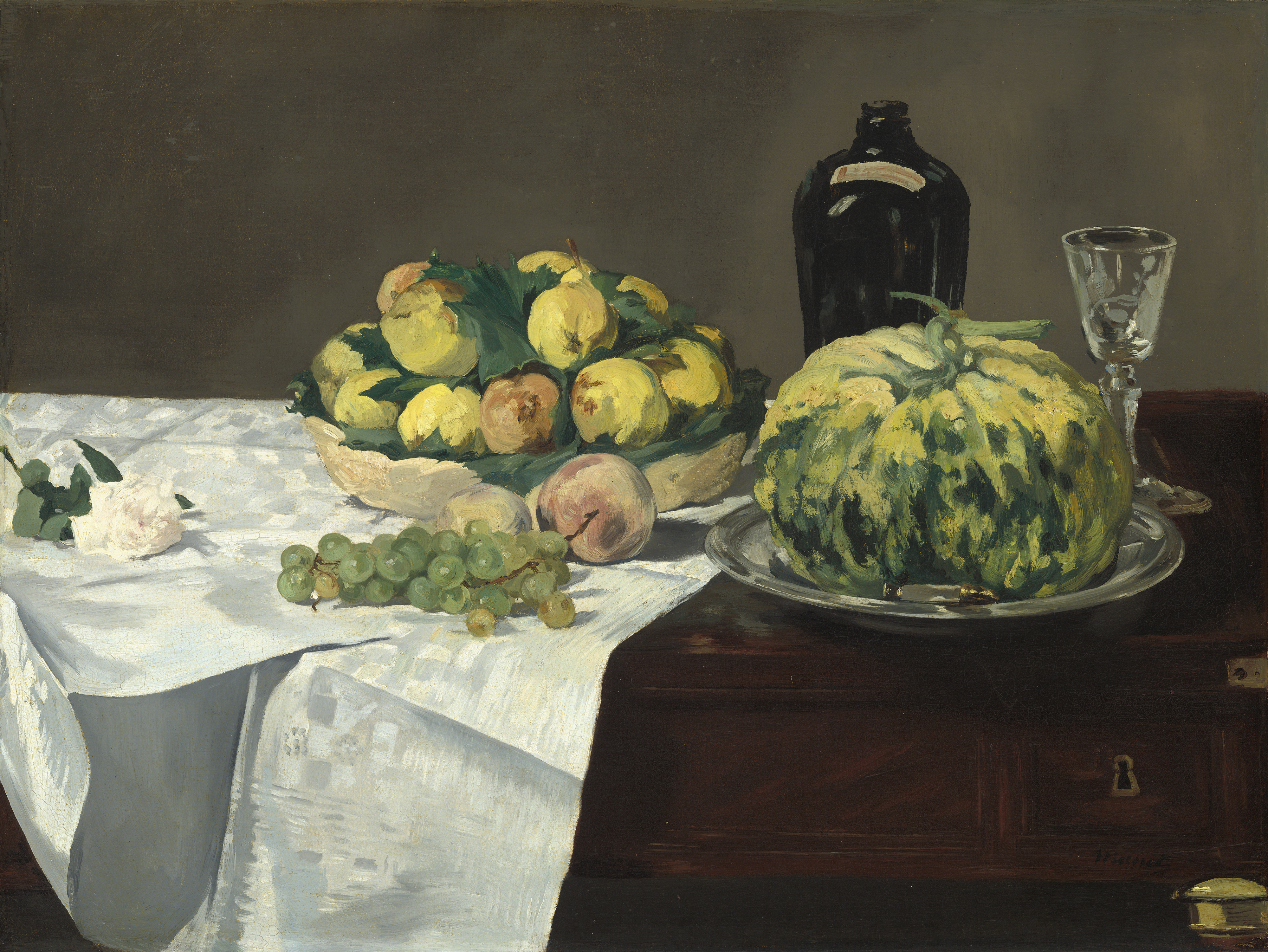
Édouard Manet: Stillleben mit Melone und Pfirsichen, 1866
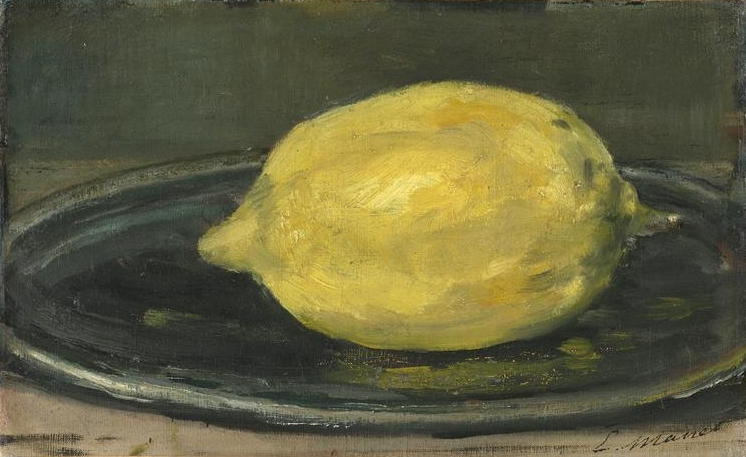
Édouard Manet: Die Zitrone, 1880–1881
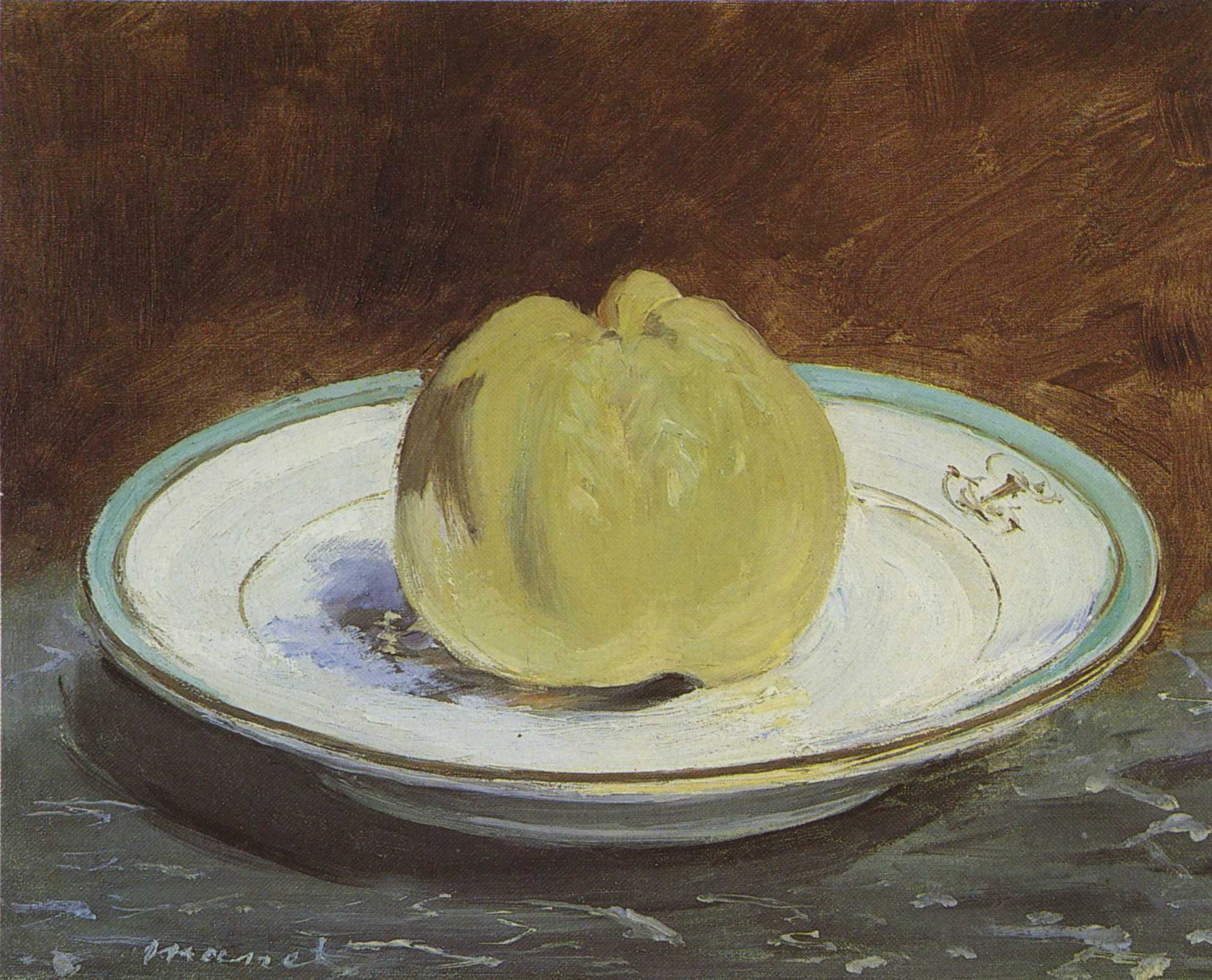
Édouard Manet: Apfel auf einem Teller, 1880–1882

## Provenienz
Kurz nach Fertigstellung des Gemäldes erwarb es 1880 der Bankier und Kunstsammler Charles Ephrussi, der 1000 Franc für das Bild zahlte (siehe Manets zweites Spargelbild). Ephrussi lieh das Bild wiederholt zu Ausstellungen aus: 1884 zur Manet-Gedächtnisausstellung in der Pariser École des Beaux-Arts, 1889 zur Weltausstellung in Paris und 1900 zur Exposition Centennale de l’Art Français im Rahmen der Pariser Weltausstellung. Zwischen 1900 und 1902 gab Ephrussi das Stillleben an den Pariser Kunsthändler Alexandre Rosenberg. Ob er es direkt an ihn verkaufte oder zunächst in Kommission gab, ist nicht belegt. Verschiedene Autoren wie der Kölner Museumsdirektor Gert von der Osten haben angenommen, der nächste Besitzer sei der Berliner Rechtsgelehrte Carl Bernstein gewesen. Bernstein war ein Cousin von Ephrussi und hatte 1882 die ersten Bilder des französischen Impressionismus nach Deutschland gebracht und seine Sammlung in Berlin gezeigt. Bernstein ist jedoch bereits 1894 verstorben, als sich das Bild noch im Besitz von Ephrussi befand. Carl Bernstein scheidet daher als Vorbesitzer aus.
Das Spargelbündel kam spätestens 1903 nach Berlin. Der Kunsthändler Paul Cassirer hatte das Bild übernommen und stellte es im Mai 1903 in der VII. Kunstausstellung der Berliner Secession aus. Deren Präsident war der Berliner Maler Max Liebermann. Sicher hat er das Bild in dieser Ausstellung gesehen und die positive Besprechung des Bildes in der Zeitschrift Kunst und Künstler gelesen. Er kannte das Bild aber vermutlich schon früher, da er in Paris mit Ephrussi verkehrte. Liebermann erwarb das Gemälde schließlich am 6. April 1907 von Paul Cassirer für 24.300 Reichsmark. Wie aus Fotografien ersichtlich ist, fand das Bild seinen Platz in der Liebermann-Villa am Wannsee. Liebermann lieh das Bild zur Internationalen Kunstausstellung 1926 in Dresden und zur Manet-Ausstellung 1932 in Paris aus. Er blieb bis zu seinem Tod 1935 Besitzer des Bildes. Nach der so genannten „Machtergreifung“ der Nationalsozialisten 1933 und dem wenige Wochen später erfolgten Reichstagsbrand entschied sich Liebermann – dessen Haus am Pariser Platz in Sichtweite des Reichstages stand – Teile seiner Kunstsammlung ins Ausland zu bringen. Unter dem Vorwand, die Bilder in Ausstellungen im Ausland zu zeigen, konnte der mit Liebermann befreundete Kunsthändler Walter Feilchenfeldt den Direktor des Kunsthauses Zürich, Wilhelm Wartmann, zur Aufnahme von 14 Bildern der Sammlung bewegen. Hierunter befand sich auch Manets Spargelbündel, das 1938 tatsächlich in der Ausstellung Honderd Jaar Franske Kunst im Amsterdamer Stedelijk Museum zu sehen war. Im selben Jahr gelang Liebermanns Tochter Käthe gemeinsam mit ihrem Mann Kurt Riezler und der Tochter Maria die Ausreise aus Deutschland. Sie konnten die zuvor in Zürich gelagerten Bilder der Sammlung Liebermann mit in die Vereinigten Staaten nehmen. Nach dem Tod von Liebermanns Frau Martha, die sich 1943 vor der geplanten Deportation ins KZ Theresienstadt das Leben nahm, erbte die inzwischen in New York City lebende Tochter Käthe das Spargelstillleben. Sie starb 1952, ihr Mann 1955. Die verbliebene Kunstsammlung Max Liebermanns ging in den Besitz ihrer in Northport lebenden Tochter Maria White über. Diese lieh das Bild 1966–1967 zur Manet-Retrospektive in Chicago und Philadelphia aus.
Nach dem Tod von Konrad Adenauer 1967 initiierte der Bankenmanager Hermann Josef Abs in seiner Funktion als Vorsitzender des Wallraf-Richartz-Kuratoriums, des Fördervereins des Kölner Wallraf-Richartz-Museums, eine Spendenaktion, um dem Museum ein Gemälde zum Andenken an den früheren Kölner Bürgermeister und ersten Bundeskanzler der Bundesrepublik Deutschland zu überlassen. An der Spendenaktion beteiligten sich zahlreiche deutsche Unternehmen, darunter Banken, Handelsunternehmen und Industriebetriebe. Durch Vermittlung der Kunsthändlerin Marianne Feilchenfeldt, der Witwe von Walter Feilchenfeldt, erwarb Abs das Spargelstillleben von Manet aus dem Besitz von Maria White für 1.360.000 US-Dollar. Das Gemälde gelangte im selben Jahr als Dauerleihgabe des Kuratoriums in die Sammlung des Wallraf-Richartz-Museums. Da das Museum als eine der wenigen bedeutenden Kunstsammlungen der Bundesrepublik noch über kein Werk Manets verfügte, schloss der Neuzugang eine wichtige Lücke. Das Bild eines französischen Malers mit der Widmung zum Gedächtnis an Konrad Adenauer ist zugleich symbolisch mit dem Wirken des Kanzlers um die Deutsch-Französische Freundschaft verbunden.

## Rezeption

### Carl Schuch
Schon früh hatte Manets Spargelbündel Einfluss auf andere Künstler. 1884 besuchten die Maler Karl Hagemeister und Carl Schuch in Paris die Manet-Gedächtnisausstellung in der École des Beaux-Arts, in der unter anderem das Spargelbündel zu sehen war. Hagemeister erinnerte sich später, wie die Werke Manets auf Schuch wirkten: „Den Spargel, die Rosen von Manet […] studierte er eingehend und hielt sie für einen Fortschritt gegen die Alten und Courbet.“ Schuch hat dann in seinen Pariser Jahren bis 1892 wiederholt ein Spargelbündel in seine Stillleben integriert, wie beispielsweise die Gemälde Äpfel auf Weiß; mit Körbchen, Zinnkrug und Spargelbund von 1884/1885 (Kaiser-Wilhelm-Museum, Krefeld) und Hummer, Zinnkanne und Spargelbund von 1884 (Von der Heydt-Museum, Wuppertal) zeigen.

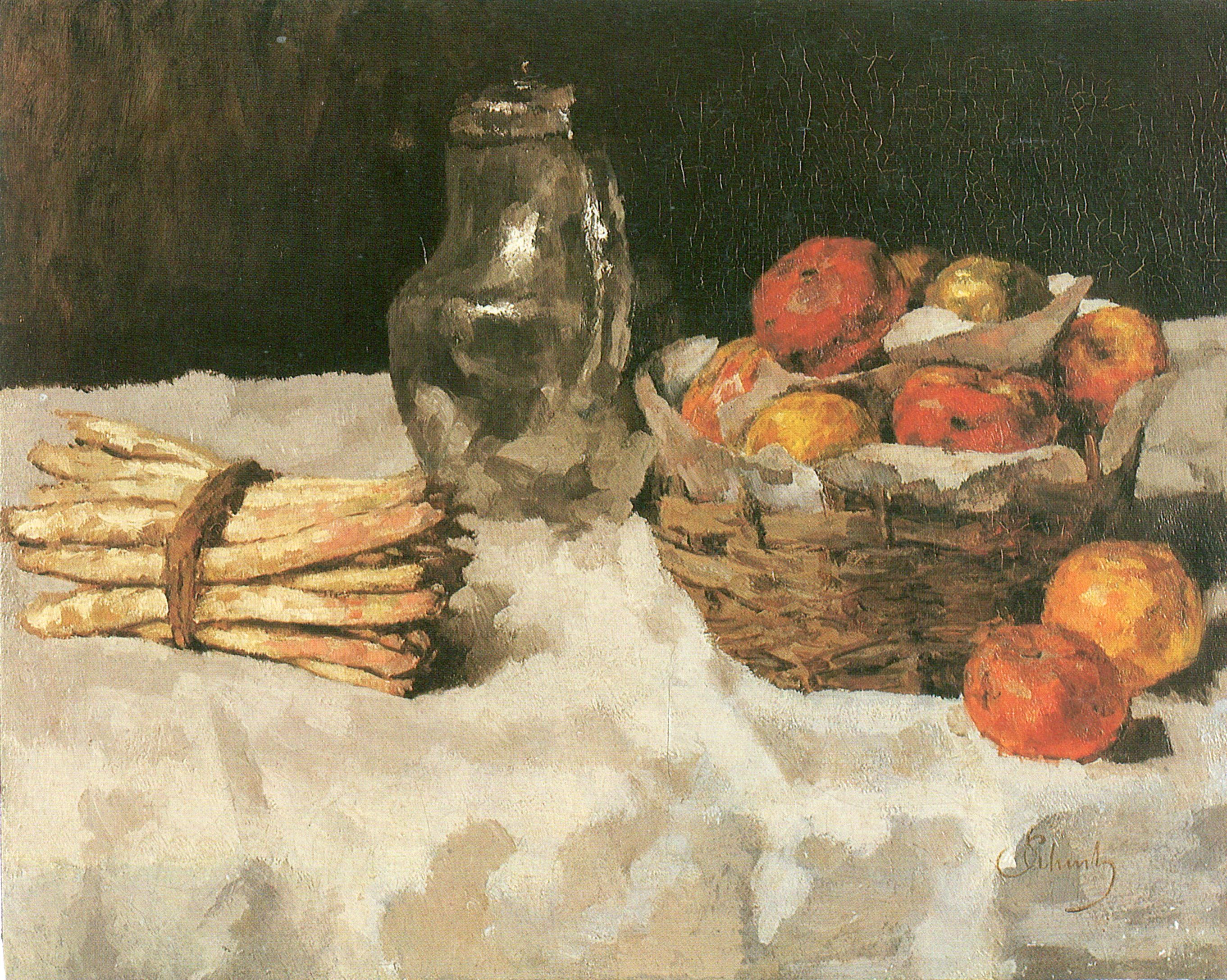
Carl Schuch: Äpfel auf Weiß; mit Körbchen, Zinnkrug und Spargelbund
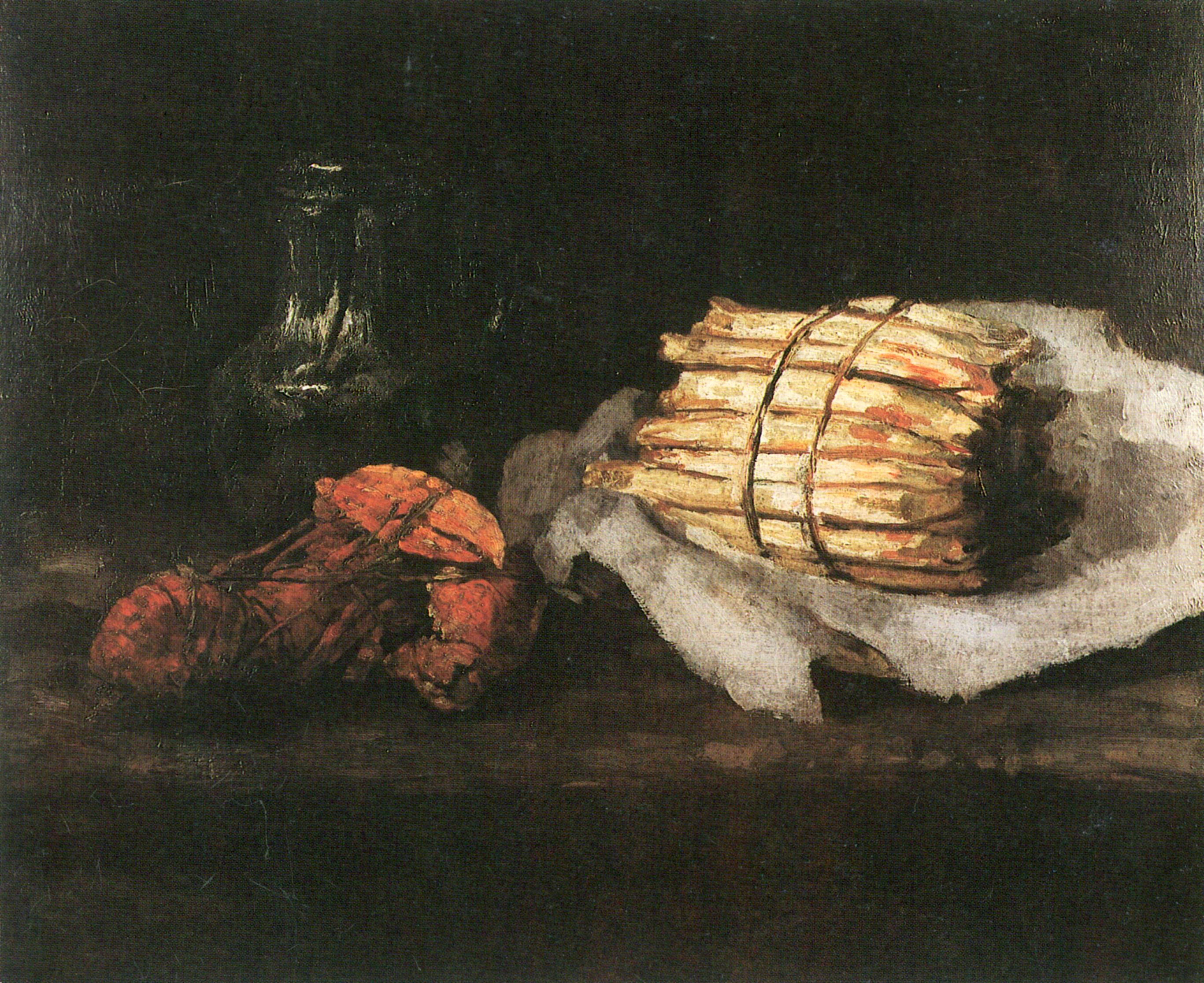
Carl Schuch: Hummer, Zinnkanne und Spargelbund

### Marcel Proust
Charles Ephrussi, der erste Besitzer von Manets Spargelbündel, hatte im Frühjahr 1899 den Schriftsteller Marcel Proust zu Gast in seiner Wohnung. Proust sah dort Manets Spargelbündel und nahm es später als Anregung für verschiedene Passagen in seinem Romanzyklus Auf der Suche nach der verlorenen Zeit. So beschreibt er in dem Band In Swanns Welt Spargelstangen, „die wie mit Ultramarin und Rosa bemalt aussahen und deren Violett und Himmelblau getauchte Spitze nach dem anderen zu – das noch Spuren des nährenden Ackerbodens trug – lauter Abstufungen von irisierenden Farben aufwies, die nichts Irdisches hatten.“ Auch die Geschichte um Ephrussis Erwerb des Spargelbildes nahm Proust auf und ließ seine Romanfiguren über den Wert eines Spargelbildes diskutieren: „Swann hatte tatsächlich die Stirn, uns zum Kauf des Spargelbunds zu raten. Wir haben das Bild daraufhin sogar ein paar Tage im Haus gehabt. Es war nichts weiter als das darauf, ein Bund Spargel, genau wie der, den wir gerade schlucken, die Spargel von Herrn Elstir aber habe ich nicht geschluckt. Er verlangte dreihundert Francs dafür. Dreihundert Francs für ein Bund Spargel! Einen Louis d’or höchstens sind sie wert …“

### Deutschsprachige Autoren
Als Manets Spargelbündel 1903 in der Ausstellung der Berliner Secession gezeigt wurde, lobte der Kunstkritiker Emil Heilbut das Gemälde in der Zeitschrift Kunst und Künstler: „Dann folgt ein Bund Spargel, die in leuchtender Farbigkeit auf grünen Blättern liegen, ein Werk, das ganz wunderbar, nur fast zu schön ist. ein süsser Wohlklang der Farbe, die Vollkommenheit selbst.“ Später befand sich das Spargelbündel im Besitz des Malers Max Liebermann, der 1916 in einem Aufsatz für die Zeitschrift Kunst und Künstler erklärte, „ein Bund Spargel […] genügt für ein Meisterwerk“. In seiner 1912 erschienenen Manet-Biografie würdigte Julius Meier-Graefe das Werk: „Die Spargel, bei Liebermann, sind viel mehr als Spargel. Die Eigentümlichkeit der Materie, die nicht auf der Farbe allein, sondern auf Reaktionen unseres Tastsinns und allen möglichen anderen Sensationen beruht, ist hier nicht nur wiedergegeben, sondern verdoppelt. Es ist, als sammle sich der ganze sinnliche Apparat unseres Körpers in den Augen“. Der Berliner Museumsdirektor Hugo von Tschudi lobte Manets Stillleben des Spätwerks – wobei er auch das Spargelbündel erwähnte – und unterstrich, es gelänge dem Maler der Natur, „koloristische Reize von bisher ungeahnter Feinheit“ zu entschleiern.
Der Kunsttheoretiker August Endell beschäftigte sich 1908 eingehend mit Manets Spargelbündel. Er sah in dem Bild eine „wunderbar vollendete Technik“ und bescheinigte dem Maler, er habe entdeckt, „daß ein Spargelbund, das bis dahin nur als eßbarer Gegenstand betrachtet wurde, ein kleines Wunderreich der zartesten, herrlichsten Farben ist, so schön und so reizvoll als die duftigste Blume, als die schönste Frau“. Endell führte anhand Manets Spargelbündel weiter den Unterschied zwischen dem „Gegenstand unseres Denkens“ und dem „Wahrnehmungsbild“ aus. Er unterschied: „Manet hatte nur gesehen den Spargel mit der Luft darüber und den Schatten, die anderen hatten nur eßbare Spargel gesehen ohne Farbe, ohne Schatten, ohne Luft, weil man das alles nicht essen kann.“ Für die Bildbetrachter, die in dem Werk mehr als essbaren Spargel sehen, sei es, so Endell, „eine Offenbarung, der Beginn eines neuen reicheren Lebens“.
Für den Kunsthistoriker Gotthard Jedlicka gehört Manets Spargelbündel zu den „Prachtstücken“, die „für sich allein eine ganze Wand beanspruchen und beherrschen“. Manet sei es gelungen, „mit dem einfachen Motiv eines Spargelbündels auf einem Küchentisch“ „eine ganze Welt in unbeschreiblicher zeichnerischer und farbiger Fülle“ wiederzugeben.

### Hans HaackesManet-Projekt ’74
Zum 150. Bestehen des Wallraf-Richartz-Museums fand in Köln die Ausstellung Projekt ’74 statt. Unter dem Motto „Kunst bleibt Kunst“ zeigten im Sommer 1974 neben dem Wallraf-Richartz-Museum weitere Kulturinstitutionen wie die Kunsthalle Köln und der Kölnische Kunstverein „Kunst am Anfang der 70er Jahre“. Zu dieser Ausstellung wurde auch der Künstler Hans Haacke eingeladen, der daraufhin sein Manet-Projekt ’74 einreichte. In einer Rauminstallation wollte er Manets Gemälde Spargelbündel auf einer Staffelei präsentieren und an den Wänden auf zehn Tafeln die sozialen und wirtschaftlichen Situationen der Personen darstellen, die das Bild seit seiner Entstehung besessen hatten. Obwohl das Projekt in Evelyn Weiss, seinerzeit Kuratorin für Moderne Kunst am Wallraf-Richartz-Museum, Manfred Schneckenburger, Direktor der Kunsthalle, und Wulf Herzogenrath, Direktor des Kunstvereins, prominente Fürsprecher hatte, wurde es von Gert von der Osten, dem Generaldirektor der Museen der Stadt Köln, abgelehnt, ohne die Details des Projektes zu kennen. Das Manet-Projekt ’74 wurde stattdessen in der Kölner Galerie von Paul Maenz gezeigt. Da das Originalbild von Manet dort nicht zur Verfügung stand, behalf sich Haacke mit einer Farbreproduktion in Originalgröße.
Haacke hatte die Provenienz des Spargelbündels ermittelt und dabei herausgefunden, dass nach Manet alle weiteren Besitzer des Bildes und alle je am Verkauf des Bildes beteiligten Kunsthändler Juden waren. Er stellte die Lebensläufe der einzelnen Vorbesitzer dar, darunter die von Max und Martha Liebermann. Eine weitere Tafel war Hermann Josef Abs gewidmet. Der Vorsitzende des Wallraf-Richartz-Kuratoriums und langjährige Vorstandssprecher der Deutschen Bank hatte den Kauf des Gemäldes für das Museum initiiert. In seinem Lebenslauf listete Haacke aber nicht nur die Rolle von Abs in der Bundesrepublik, sondern auch seine zahlreichen Funktionen in der Zeit des Nationalsozialismus auf, bei der er eine unrühmliche Rolle „bei der „Arisierung“ jüdischen Vermögens gespielt hatte“. Die Journalistin Annika Karpowski merkte hierzu an: „Der vermeintlich generöse Mäzen, der Bankier Hermann Joseph Abs, stellte sich so als Nutznießer der Enteignung jüdischer Vermögen heraus.“ Die Nichtzulassung von Haackes Manet-Projekt ’74 bei der offiziellen Ausstellung der Stadt Köln löste zahlreiche Proteste anderer Künstler aus, darunter Daniel Buren und Sol LeWitt. Mit seiner Arbeit nahm Haacke frühzeitig spätere Diskussionen um Raubkunst und Provenienzforschung vorweg.

### Französische Post

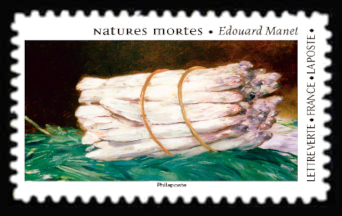
Manets Spargelbündel (Ausschnitt) auf einer französischen Briefmarke von 2023

Am 9. Oktober 2023 gab La Poste, das staatliche Postunternehmen in Frankreich, eine Serie mit zwölf Briefmarken heraus, die dem Thema Natur morte gewidmet sind. Dabei zeigte jede Marke ein Stillleben eines Malers oder einer Malerin, die in Frankreich aktiv waren. Darunter befinden sich Künstler wie Pierre-Auguste Renoir, Vincent van Gogh und Berthe Morisot. Von Manet wurde das Gemälde Spargelbündel ausgewählt. Da alle Briefmarken der Serie das gleiche Format aufweisen, wurden die Abbildungen der Gemälde beschnitten. Beim Spragelbündel fehlen vor allem Bereiche oberhalb und unterhalb des titelgebenden Motivs.